# Pif Gadget
Pif Gadget, zkráceně Pif je francouzský komiksový časopis pro mládež, vydávaný jako týdeník (od února 1969 do února 1993), po obnovení (červenec 2004-listopad 2008) jen jako měsíčník. Aktuálně (od roku 2020) vychází jako čtvrtletník.

## Pif ve Francii
Předchůdcem časopisu byl časopis Le Jeune Patriote vydávaný francouzskou komunistickou stranou v létech 1944–1945. Od roku 1945 byl změněn název na Vaillant, Le Jeune Patriote, od roku 1946 pouze Vaillant s podtitulkem "le journal le plus captivant" (nejpoutavější časopis). 
V čísle 56, datovaném 16. května 1946, se objevil první Placid a Muzo od José Cabrero Arnala.
V čísle 397 z 21. prosince 1952 časopis nabídl svým čtenářům vánoční příběh o psu Pifovi ze série José Cabrero Arnala, která začala vycházet 26.března 1948 v deníku L'Humanité.  
V dubnu 1965 byl název časopisu změněn na Vaillant, le journal de Pif.
Časopis Pif Gadget vyšel poprvé 24.2.1969, v prvních měsících roku 1969 nesl titul Pif et son gadget surprise. Od roku 1982 od čísla 682 byl název změněn na La nouveau Pif, od roku 1986 od čísla 876 pouze na Pif. Od roku 1993 od č. 1224 nesl časopis název Pif le journal. Od č. 1249 se stal měsíčníkem. 
Ve své době se stal skutečnou komiksovou tribunou a uvedl řadu kultovních realistických i komických komiksů od řady špičkových autorů. Mezi realisticky ztvárněnými postavami se objevil např. pravěký hrdina Rahan, intelektuální dobrodruh Corto Maltese či Fanfan Tulipán (fr. Fanfan la Tulipe), mezi komickými – kromě titulního psa Pifa – např. Pifík (fr. Pifou), Gai-Luron či vynálezce Léonard. Jednotlivé příběhy byly uzavřené, byť postavy se opakovaly i v dalších číslech. V časopise se střídaly barevné i černobílé komiksy (např. Corto Maltese).
K oblíbenosti časopisu přispívala i skutečnost, že každé číslo obsahovalo nějakou originální přílohu (tzv. gadget), vymyšlenou speciálně pro dané vydání: hračku, kouzelnické pomůcky, komické brýle, pero s mikroskopem aj.
V dubnu 1970 vyšlo č. 60 v nákladu 1 000 000 výtisků, v září 1971 dosáhlo č. 137 stejného nákladu. V obou případech se jednalo o nejvyšší náklad komiksového časopisu v Evropě.
Kromě hlavního časopisu vycházeli i různé „vedlejší“ časopisy (různé pravidelné speciály atd.), např.:
- 1954-(?)1958: Les Aventures de Pif le chien (doslova: Dobrodružství psa Pifa)
- 1962-1993: Pif poche (doslova: Pif do kapsy)
- 1977-1984: Pif poche spécial jeux hors série (doslova: Pif do kapsy – speciál – hry – mimo série)
- 1977-1992: Pif parade. Comique (doslova: Pif paráda. Komika)
- 1977-1980: Pif parade. Aventure (doslova: Pif paráda. Dobrodružstvi)
- 1981-1986: Pif Super Comique (doslova: Pif Super – komika)
- 1980-1992: Pif gadget. Spécial 100% Comique (doslova: Pif gadget. Speciál 100% komika)
- 1983-19??: Le Nouveau Pif spécial (doslova: Nový Pif – speciál)
- 1983-1984: Le Nouveau Pif spécial. Filles (doslova: Nový Pif – speciál. Děvčata)
- 1986-1993: Super Hercule (doslova: Super Herkules)
- 1975-1991: Pifou (jistý čas pod názvem: Les belles histoires de Pifou) (doslova: Pifík, resp. Pěkné příběhy Pifíka)
- 1966-1980: Pifou poche (doslova: Pifík do kapsy)
- 1971-1987: Rahan

Poslední číslo časopisu Pif Gadget (1253) vyšlo v listopadu 1993. Poté ještě vyšla 3 čísla pod novým názvem Pif découverte.

## Obnovení vydávání časopisu ve Francii
Pod starým názvem Pif Gadget byl obnoven v roce 2004 jako měsíčník (číslo 0 vyšlo v červnu 2004, číslo 1 pa 1.7.2004), nicméně v roce 2008 bylo číslem 54 vydávání ukončeno.
V červnu 2015 vyšlo speciální číslo Pifa: "Super Pif et sa drôle de bande" (Super Pif a jeho zábavná parta). Obsahoval jak staré – tedy již v časopise publikované – příběhy, tak příběhy nové, tj. nových autorů či komiksy se zcela novými hrdiny. Časopis Super Pif vycházel do roku 2017 jako občasník. Celkem vyšlo 9 čísel.
V r. 2018 vyšlo jedno číslo s názvem "Pif à déplier".
Od prosince 2020 vychází časopis čtvrtletně pod názvem "Pif LE MAG".

## Pif v Československu/Česku a jinde
Časopis byl jedním z mála západních komiksů, který byl v prodeji i v bývalém Československu, byť nikoli v celostátní distribuci, ale například ve specializované prodejně zahraničního tisku (Jungmannova, Praha). V období normalizace byly některé komiksy, převzaté z časopisu PIF, publikovány s českým překladem v časopisech ABC mladých techniků a přírodovědců nebo Sedmička pionýrů. Příčinou této neobvyklé velkorysosti československých dozorových státních orgánů byl zřejmě fakt, že ve francouzském nakladatelství PIF měla určitý majetkový podíl Komunistická strana Francie.
Česká mutace Pifa vycházela pod názvem Pif v letech 1990–92 (č. 0–12) v nakladatelství Trans Com Service. Jeho menší "bratříček", Pif do kapsy (obdoba franc. Pif poche) v l. 1991–1999, resp. 2000 v nakladatelství Grafit.
V němčině vycházel od roku 1975 časopis Yps, který měl podobný obsah jako francouzský Pif a přebíral i některé komiksy a hračky z francouzského Pifa. Obdobný časopis ve Finsku se jmenoval Jippo, ale vycházel jen pár let (1977-1982). Kanadská verze Pifa vycházela pod názvem Piforama.